# Petrus de Cruce
Petrus de Cruce (c. 1270 - vóór 1347), ook Pierre de la Croix genoemd, was een Franse geestelijke, middeleeuws componist en muziektheoreticus.
Hij werd blijkbaar geboren in Amiens. Gezien de overlapping van hun levens en veronderstelde ambtstermijnen in Parijs, kan Petrus de student van Franco van Keulen zijn geweest. Hij voerde de regel in dat een brevis in twee tot zeven semibreven kan worden onderverdeeld en gebruikte, om de groepering kenbaar te maken, de punctus divisionis. Deze vernieuwing betekende een mijlpaal op de weg van de ontwikkeling van de modale naar de mensurale ritmiek. Iacobus Leodiensis (zijn leerling?) noemt als werken van de hand van Petrus de Cruce twee driestemmige motetten, die gekenmerkt worden door de overheersende rol van een vloeiend en ritmisch vrij triplum, dat uit vele kleine noten bestaat, en door in het duplum versterkt optredende melismatiek.
Er is vastgelegd dat hij in 1298 een eenstemmig officie componeerde voor de koninklijke paleiskapel in Parijs, en dat hij in 1301-2 verbleef aan het hof van de bisschop van Amiens, ongetwijfeld als lid van zijn geestelijke staf en waarschijnlijk ook van zijn kapelstaf.